# 海潟温泉駅
海潟温泉駅（かいがたおんせんえき）は、鹿児島県垂水市海潟にかつて設置されていた、日本国有鉄道（国鉄）大隅線の駅（廃駅）である。大隅線の廃止に伴い、1987年（昭和62年）3月14日に廃駅となった。

## 歴史
- 1961年（昭和36年）4月13日：古江線の海潟駅として開業[1][2]。当時は当線の終着駅であり、有人駅であった。
- 1972年（昭和47年）9月9日：古江線（→大隅線）が当駅から国分駅まで開通し、全通。同時に駅が移転、さらに近くの海潟温泉に因み海潟温泉駅に改称。
- 1975年（昭和50年）3月10日：駅員無配置駅となる[3]。
- 1987年（昭和62年）3月14日：大隅線の全線廃止に伴い、廃駅となる[1]。

## 駅構造
廃止時点では単式ホーム1面1線を有する駅であり、無人駅であった。ホーム上に待合所を併設していたが、駅舎は無かった。なお、当駅は高い所にあったため、ホームへ上がるには階段を通らなければならなかった。

## 駅周辺
- 海潟温泉
- ストアーほりのうち - 温泉の近くにあるスーパーマーケット。唐揚げが有名[4]。
- 国道220号

## 隣の駅
日本国有鉄道
大隅線
垂水駅 - 海潟温泉駅 - 大隅麓駅